# Tuňák malý
Tuňák malý je nejběžnější druh tuňáka v Atlantském oceánu. Constantine Samuel Rafinesque popsal tuňáka malého v roce 1810 a dal mu jméno Scomber alletteratus.

## Popis
Tuňák malý má malé tělo i ve srovnání s ostatními druhy tuňáků. Má pevné proudnicové tělo usnadňující mu prudce zvýšit rychlost ale i vytrvale plavat. Má velká ústa s pevnými čelistmi a trochu vyčnívající dolní čelist s jednou řadou malých dovnitř zahnutých špičatých patrových zoubků. Zuby chybí na radličné kosti a jazyk je podélně dvojitě vystouplý.
Rypec je kratší než zbytek těla. Hřbetní ploutev má 10 až 15 sestupně dlouhých trnů, které po krátké mezeře pokračují menšími paprsky ve druhé hřbetní ploutvi následované osmi ploutvičkami. Řitní ploutev má 11 až 15 nepatrně zřetelných paprsků, následované sedmi ploutvičkami. Prsní ploutve jsou krátké a nedosahují konce první hřbetní ploutve a jsou spojeny s břišní ploutví břišními výrůstky. Má 37 až 45 žaberních tyčinek – kostnaté výběžky na prvním žaberním oblouku.
Tělo je bez šupin s výjimkou oblasti postranní čáry a korzetu, silného pásu šupin obkružujícího tělo.

### Zbarvení
Zbarvení je typicky kovově modré nebo modrozelené s tmavými zvlněnými pruhy nad postranní čarou. Pruhy jsou zřetelně ohraničeny a nikdy nezasahují dále než do střední úrovně první hřbetní ploutve. Břicho je světle bílé se třemi až sedmi tmavými skvrnami v oblasti prsní a břišní ploutve.
Tuňák malý bývá díky svému zbarvení zaměňován s pelamidou obecnou, ale liší se barevným vzorováním i celkovými rozměry těla.
Ve Středozemním moři dosahuje maximální váhy 12 kg, s průměrem kolem 7 kg. Jeho maximální délka (FL) je ve Středozemním moři kolem 100 cm a v Atlantiku je kolem 90 cm. Průměrná délka (FL) dospělých ryb je 85 cm. Některé ryby mohou dorůstat délky 100 cm a více, ale nejčastěji mají délku kolem 64 cm. Největší zaznamenaný tuňák malý měl 120 cm a 17 kg. Samice dosahují dospělosti při délce (FL) 27 až 37 cm, zatímco samci dospívají kolem délky 40 cm.

## Význam
Tuňák malý je hospodářsky významná ryba.